# Guerre des Crows
Guerres indiennes
La guerre des Crows, rébellion des Crows ou soulèvement des Crows, désigne une guerre ayant opposé les États-Unis et la tribu indienne des Crows en 1887. Les combats eurent lieu dans le Montana. C'est la dernière guerre indienne à avoir eu lieu dans cet État.
En septembre 1887, le jeune sorcier Wraps-Up-His-Tail (ou Sword Bearer) conduit un groupe de guerriers Crows contre un groupe issu de la confédération des Pieds-Noirs qui leur avaient volé des chevaux. Après le raid, Sword Bearer retourne à Crow Agency et informe l'agent indien de ce qui vient de se passer. Un incident aurait alors provoqué la fuite du groupe dans les montagnes. En réponse, l'armée américaine lance avec succès une opération pour ramener le groupe crow dans sa réserve.